# Faux-nez
Cet article concerne les faux-nez en général. Pour la recommandation sur Wikipédia, voir Wikipédia:Faux-nez. Pour l'essai sur Wikipédia concernant le Meatpupping, voir Wikipédia:Marionnette.

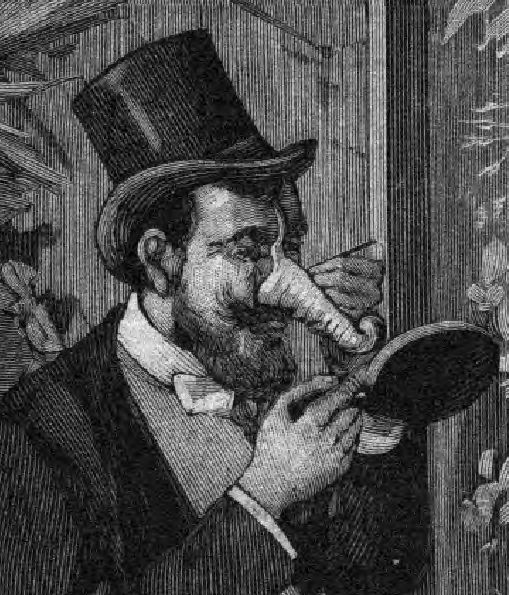
Le faux-nez, un classique du Carnaval de Paris (illustration du Petit Parisien, 19 février 1893).

Un faux-nez est initialement un objet imitant un nez, porté en déguisement par un clown ou pour des raisons esthétiques par un mutilé du visage. Métaphoriquement, un faux-nez (parfois écrit phonétiquement foné) est, principalement sur Internet, un compte utilisateur (parfois simplement un pseudonyme accompagné ou non d'un avatar) créé par un utilisateur qui en possède déjà au moins un pour le même site ou jeu en ligne. Cette fausse identité supplémentaire lui permet de se faire passer pour un utilisateur complètement différent : il peut alors, en impliquant simultanément ou successivement plusieurs comptes, donner l'illusion d'être soutenu par d’autres personnes que lui lors d'un vote ou d'une argumentation ; participer, masqué, à une discussion enflammée en y mettant du désordre ; ou tout simplement vandaliser un site sans entrave ni risque pour son compte principal.
L'équivalent en anglais est sock puppet, littéralement « marionnette en chaussette ».

## Description des faux-nez du web
Sur Internet, de nombreux sites web (notamment les forums de discussion et les réseaux sociaux en général) interdisent la pratique de comptes utilisateurs multiples, mettant alors en place des systèmes de contrôle et de suppression systématique de ce type d'utilisateurs, réputés malveillants (sur Wikipédia, l'usage des faux-nez est soumis à conditions). Ceci est particulièrement vrai pour les jeux en ligne, où le fait d'avoir un faux-nez (appelé « multi-compte » dans le jargon usuel) peut fausser les résultats.
Les faux-nez sur Internet ont des caractéristiques particulières :
- l'utilisateur connaît remarquablement bien les méthodes, les règles et les membres de la communauté du site web ou du réseau social auquel il participe, plus que ce qui pourrait être attendu d'un nouveau venu ;
- il prend part à des discussions similaires pointues et a les mêmes opinions que son identité principale[2] ;
- il peut avoir la même adresse IP ou le même fournisseur d'accès à Internet ;
- il est parfois propriétaire de divers comptes au nom similaire (p. ex. « SollogSock, SollogSockPuppet, SollogE, 1Sollog1 », etc.) ;
- toutes les identités utilisées ont les mêmes habitudes horaires ;
- le vocabulaire et la grammaire des différents faux-nez sont souvent proches.

Un faux-nez créé expressément pour un besoin particulier, par exemple s'opposer au passage d'une nouvelle règle, est qualifié en anglais de sock puppet, littéralement « marionnette en chaussette ». Ce compte peut être créé par la personne même ou par une autre personne, celle-ci agissant pour le compte de la première personne.

## Historique
Le terme sock puppet a probablement été utilisé pour la première fois le 9 juillet 1993 dans un message du groupe de discussion bit.litserv.fnord-l mais n'a pas été utilisé couramment sur Usenet avant 1996.
Un logiciel de faux-nez destiné à l'armée américaine est en développement depuis 2011. Selon le commandant Bill Speaks : « cette technologie permet de mener des activités de blogueurs secrètes sur des sites en langues étrangères pour permettre à CentCom de contrer la propagande extrémiste violente de l’ennemi à l’extérieur des États-Unis ».
Le faux-nez peut également être un outil de manipulation ou de propagande politique sur les réseaux sociaux, soit en créant plusieurs comptes fictifs donnant une validation à une publication du compte principal, soit en créant de faux comptes qui se revendiquent d'idées opposées, mais diffusant des informations exagérées et faciles à contredire (comptes épouvantails).